# A passi piccoli
| Recensione       | Giudizio |
| ---------------- | -------- |
| All Music Italia |          |
| Rockol           |          |

A passi piccoli è il primo album in studio del cantante italiano Michele Bravi, pubblicato il 10 giugno 2014 dalla Sony Music.

## Descrizione
L'uscita del disco è stata anticipata dal singolo Un giorno in più, immesso sul mercato il 16 maggio 2014 e presentato anche sul palco degli MTV Italia Awards 2014. Il secondo singolo estratto è In bilico, scritto da Giorgia e in rotazione radiofonica dal 29 maggio 2014.
L'album contiene anche due singoli già pubblicati: La vita e la felicità, estratto dall'omonimo EP, e Sotto una buona stella, curato da Federico Zampaglione e colonna sonora dell'omonimo film di Carlo Verdone. Tiziano Ferro, già autore di La vita e la felicità, ha curato il brano Non aver paura mai, scritto a quattro mani con Emanuele Dabbono. Il brano Un mondo più vero vede la firma di Emilio Munda e Piero Romitelli, componente dei Pquadro. Hanno collaborato anche Luca Carboni, James Blunt e Daniele Magro (cantautore) autore anche di Emma Marrone e Chiara Galiazzo. L'ultimo brano del disco è scritto dallo stesso Michele Bravi.

## Tracce
1. In bilico – 3:50 (testo: Giorgia – musica: Norma Jean Martine, Daniel Neil McDougall)
2. Un giorno in più – 3:37 (Chris Loco, Natalia Hajjara, Ella McMahon, Andrea Regazzetti)
3. Non aver paura mai – 3:46 (Tiziano Ferro, Emanuele Dabbono)
4. Un mondo più vero – 3:38 (Piero Romitelli, Emilio Munda)
5. Amarti da qui – 3:58 (Luca Carboni)
6. A passi piccoli – 3:10 (Daniele Magro (cantautore))
7. Serendipity – 3:47 (James Blunt)
8. La vita e la felicità – 3:16 (Zibba, Tiziano Ferro)
9. Sotto una buona stella – 2:46 (Federico Zampaglione)
10. Bene per sempre – 3:50 (testo: David Sneddon, James Bauer-Mein, David Gibson – adattamento in italiano: Andrea Regazzetti – musica: David Sneddon, James Bauer-Mein, David Gibson)
11. Prima di dormire – 3:51 (Michele Bravi)

## Formazione
- Michele Bravi – voce
- Christian "Noochie" Rigano – tastiera, sintetizzatore, pianoforte, organo Hammond, Fender Rhodes
- Michele Canova Iorfida – sintetizzatore, tastiera aggiuntiva, programmazione
- Alex Alessandroni Jr. – pianoforte, tastiera
- Jeff Babko – pianoforte, tastiera
- Michael Landau – chitarra elettrica, chitarra acustica
- Sean Hurley – basso
- Curt Schneider – basso
- Victor Indrizzo – batteria

## Classifiche
| Classifica (2014) | Posizione massima |
| ----------------- | ----------------- |
| Italia            | 8                 |